# Districtul Benghazi
Benghazi este un district în Libia. Are 636.992 locuitori și o suprafață de 800 km².